# Kytice (květinářství)

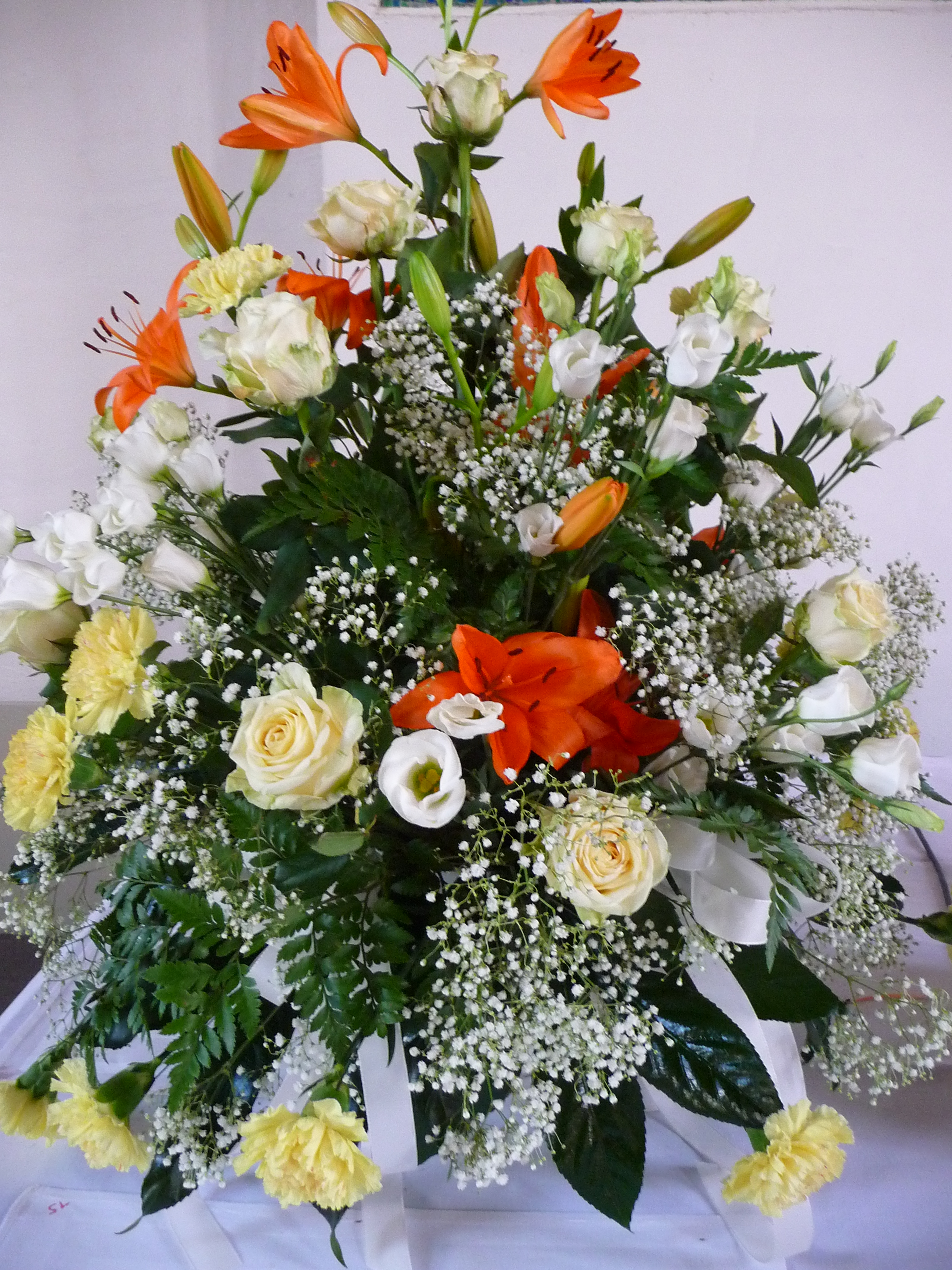

Kytice je dekorativní uspořádání květů nebo jiných částí rostlin v jeden celek určený k ozdobným, rituálním a sociálním účelům. Kytice mohou být uspořádány pro výzdobu domů a veřejných budov, nebo mohou být prostředkem komunikace. Kytice jsou vytvářené aranžováním a lze je rozdělit podle různých populárních tvarů, technických způsobů úpravy a estetických stylů úpravy. Květinové kytice jsou často připravovány pro zvláštní příležitosti nejčastěji jsou touto příležitostí úmrtí a svátek zesnulých, kytice je doplňkem při svatebním obřadu, ale někdy jsou kytice také dárkem k oslavě narozenin, MDŽ, Dni sv.Valentýna či k výročí nějaké události. Kytice uspořádané do vázy nebo aranžované v nádobě mohou být uspořádány pro výzdobu domova. K typu květin a ke způsobu úpravy se může pojit nějaká symbolika, někdy i různá, v závislosti na kultuře sociální a kulturní skupiny. Podle pojetí lze rozlišit dekorativní, lineární anebo vegetativní styl kytice.

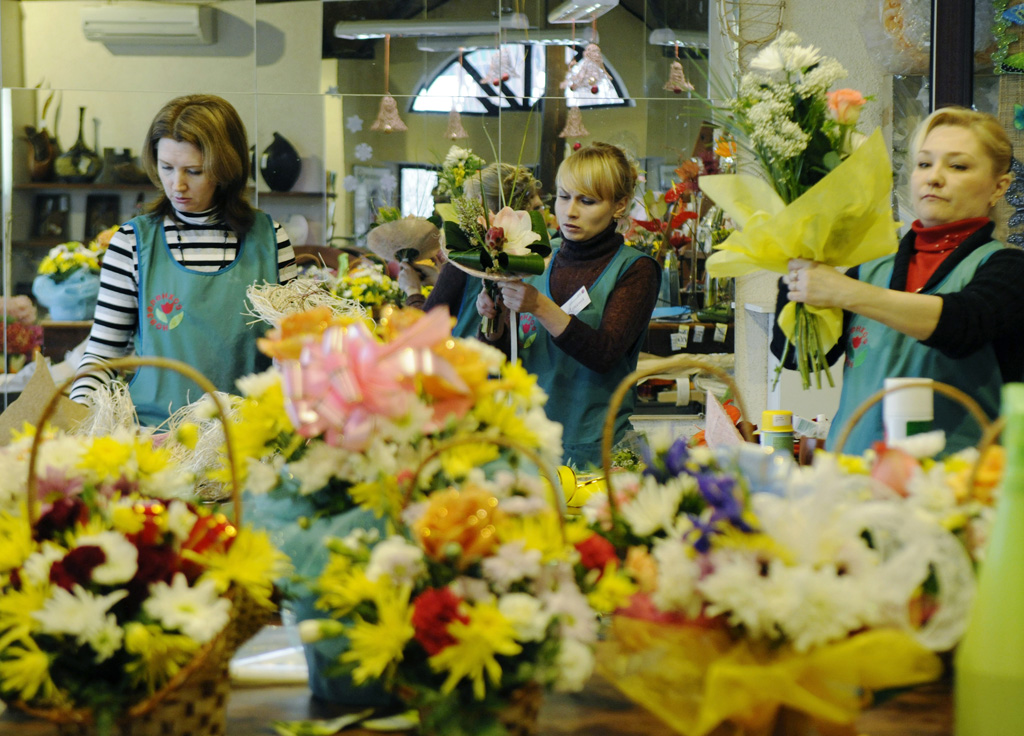
Příprava květin k svátku žen (MDŽ).

## Historie
Uspořádání květin do kytice pro domácí nebo stavební dekoraci má dlouhou historii po celém světě. Nejstarší doklady o uspořádání kytic ve vázách pochází z Egypta a vyobrazení květinové výzdoby jsou datovány až do roku 2500 př. n. l. Často byl používán posvátný lotos, stejně jako byliny, palmy, kosatce, sasanky a narcisy. 
Největšího rozmachu dosahuje aranžování v době renesance a to zejména v Itálii – používají se již tropické květy i exotické ovoce jako součást dekorací.
V některých kulturách, ještě dodnes přežívají starobylé techniky úprav květin, jako je například ikebana, umění aranžování květin, které pochází z Japonska. Nejstarší kniha o aranžování květin je japonská a pochází z roku 1445. Jednoduchost a lineární forma jsou hlavními rysy ikebany, která měl velký vliv na techniky aranžování květin v Evropě a USA na konci 19. století a v polovině 20. století. 

## Symbolika
Symbolika květin je běžná v mnoha kulturách, a může být složitá a především zcela rozdílná. Symbolika květin a úprava jako způsob komunikace je běžně používána v Číně a Japonsku, v Evropě je častěji preferována a hodnocena forma úpravy, linie, barva a celková estetika (invence, vkus i tradice), ale nejčastěji je sledována hodnota květin a dalšího materiálu.
Symboly a rituály jsou zárukou obecně přijímaného konformního standardu, vhodnosti, uniformního zařazení a technické správnosti. Tyto efekty jsou významnými výhodami při darování kytic. Zárukou jejich přijetí. Jsou opakem invence, přirozené rozmanitosti, výjimečnosti. Moderní učebnice Floristika (2007) uvádí jako živé následující rituální preferování materiálu „na které florista musí brát ohled“. V druhé dekádě 21. století nejsou tato zbytečná, genderová a primitivním symbolismem tvořená omezení, často používána. Jsou mimo fakt, že značně omezují výtvarné použití mnoha vynikajících druhů materiálů, odmítána právě pro svou primitivnost a konformitu.
Uvedené specifikující výrazy pochází přímo z učebnice:
- pánská kytice - tmavá z exotických materiálů, kontrastní, formálně lineární
- dámská kytice - „veselejší“, romantičtější, zdobenější, ale barevně jemnější, z různých materiálů, málo kontrastní
- dětská kytice - velikostně přizpůsobená, pro chlapce modrá, pro děvčátka růžová, „veselejší“

Další konformně přijímané symboly:
- počet květů se rovná věku příjemce
- pro mladého člověka - světlá nebo výrazná barva, květy jako poupata
- střední věk - středně světlá, méně výrazná barva,
- pro starého člověka - tmavá, nevýrazná barva, velké květy plně rozvité
- pro zamilované - růžová, poupata
- pro nevěstu - bílá, středně rozkvetlé květy, růže
- pro manžele - červená, středně rozkvetlé květy
- pro živé - lichý počet květů (uměle prosazované pravidlo Guthem Jarkovským na počátku 20. století)
- pro mrtvé - černá, šedá, bez výrazu, žádné barvy, vhodné jsou suché, papírové a umělé květy
- pro komunistu - rudá, karafiáty

Jiné omezující rituály a tradiční materiály dále uvádí například květomluva.

## Způsob úpravy
Aranžování závisí na tradici společnosti a zvyku pracovníka nebo objednatele, fantazii, kreativitě, finanční situaci a přesném zadání objednávky. Může být, že invence aranžéra a kvalita díla může být škodlivá, je li očekáváno tradiční zpracování tematiky.
Tradiční kytice je jednodruhová, nebo z méně druhů květin, velká, z druhů které při minimální péči vydrží dlouho stejné ve váze (růže, karafiáty, lilie, alstromerie, atp).  Zeleň není podstatná.

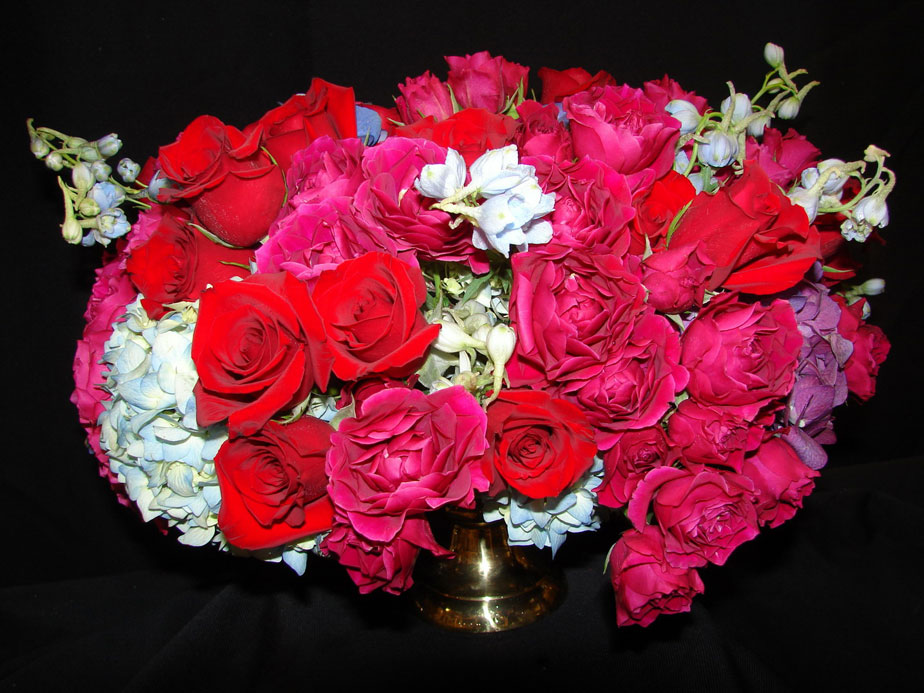
Kytice k oslavě inaugurace preziudenta USA připravená JLB Floral of Alexandria, Virginia. Takto upravená kytice v ruce politika je doplňkem nositele, nikoliv středem zájmu.

Přírodní nebo zahradní kytice jsou často mnohobarevné a vícedruhové úpravy kytic které lze obvykle zařadit mezi úpravy ve vegetativním stylu. Potěší milovníky přírody, květin a zahrad. 
Umělecké aranžmá je kreativní umělecká úprava květin s různými dekoracemi a doplňky.
Mezi obvykle používaná kritéria, které jsou brány v úvahu při hodnocení estetické kvality kytice jsou
- proporce, tedy poměr jednotlivých částí k sobě a poměr šířky a výšky, délky stonků a kytice a podobně. Poměr může být zcela různý (často 3:5 nebo 5:3), ale smysluplný v rámci estetiky (výrazu) celku.[6] Proporce u kytic jsou iracionálním, lidmi vytvořeným pravidlem, měřítkem které má podobnou ambici jako proporce u antických soch nebo obrazů a fotografií.
- kompozice kytice musí odpovídat účelu pro jaký byla kytice zhotovena. Podle učebnice Floristika z roku 2007 nejlépe vyzní kytice jednodruhová, která poukazuje na krásu použitého druhu květin.[6] Velkou roli často hraje symbolika barev, tvarů a podobně. V kompozici jsou na počátku 21. století oživovány například zásady vazby uměle vytvořené Guthem-Jarkovským na počátku 20. století, sudý počet květů pro mrtvé a lichý pro živé.
- celková úprava - podle úpravy lze jednoduše rozdělit kytice na volné a kompaktní. V tomto směru je důležitá mód a obliba daného typu. V 21. století je oblíbená kytice připomínající snop, v anglofonních zemích nazývaná „bunch“ , tedy chomáč, (hustý) trs. Například ve 20. století byly oblíbené volnější kytice.
- tvar - jednostranná, oboustranná nebo symetrická asymetrická.[6]

## Hodnocení kytice příjemcem
Aranžmá musí odpovídat požadavkům a vkusu zadavatele, který může být velmi individuální. Vhodnost nebo nevhodnost či estetika je závislá na prostředí, tradici, příležitosti a především adresátovi. Obecně lze říci, že existují pokyny, pomocí kterých lze hodnotit nebo tvořit aranžmá. Tyto pokyny nebo pravidla, jako linie, těžiště zájmu, rovnováha, jednotnost, harmonie, rytmus, proporcionalita, stupňování, míra, ucelenost, kontrast, rozmanitost, lze ovšem vztáhnout na jakékoliv umělecké výtvory.
Jako dárek je obecně použitelná z květin gerbera, růže, anturie, za atraktivní jsou považovány orchideje, klasicky například rodu člunatec (Cymbidium), za cennější jsou však považovány především botanické, například rod střevíčník Paphiopedilum, za exotickou je považována strelicie královská (Strelitzia reginae). Méně vhodné jako kytice pro milovanou osobu jsou sedmikrásky, zlatice, třešně, ty jsou určeny pro dekorace obydlí, bílé a rudé karafiáty jsou na počátku 21. století oceňovány jako výborné levné květy do vázy na hrob, nebo do smuteční vazby. Chryzantéma přes svou krásu, typickou vůni, různost typů a barev je v ČR dlouhodobě považována za květinu výhradně na ozdobu hrobu (nebo jiného pietního místa). Lze také koupit kytice barvených živých květů křiklavých barev, i orchidejí, často sytě modrých odstínů, které jsou spíše pro adresáty se zcela specifickým vkusem a chápáním estetiky.
Velmi často se však na vzniku libého pocitu pozorovatele podílí zkušenosti a tradice, tedy vnímání daného celku pod vlivem společnosti a proto je obvyklé, že aranžér s tradicemi sociální skupiny a předpokládanými zkušenostmi efektivně pracuje k dosažení libosti pozorovatele. Při hodnocení kytice příjemcem je vždy sledována a rozhodující cena (odhadovaná příjemcem) zaplacená za zhotovení (a umělecké zpracování) nebo za nákup kytice. Je uvažováno, že kytice symbolicky vyjadřuje hodnotu obdarovaného pro dárce či sílu citu dárce. Kytice s umělými květy jsou používány téměř výhradně k svátku zesnulých, ačkoliv vhodně upravené kytice s esteticky zpracovanými umělými květy mohou někdy sloužit i k výzdobě domu a být dobře hodnoceny. Vázané kytice se sušenými a jinak konzervovanými květy jsou v ČR velmi oblíbené, včetně barvených květin, k dekoraci obydlí.

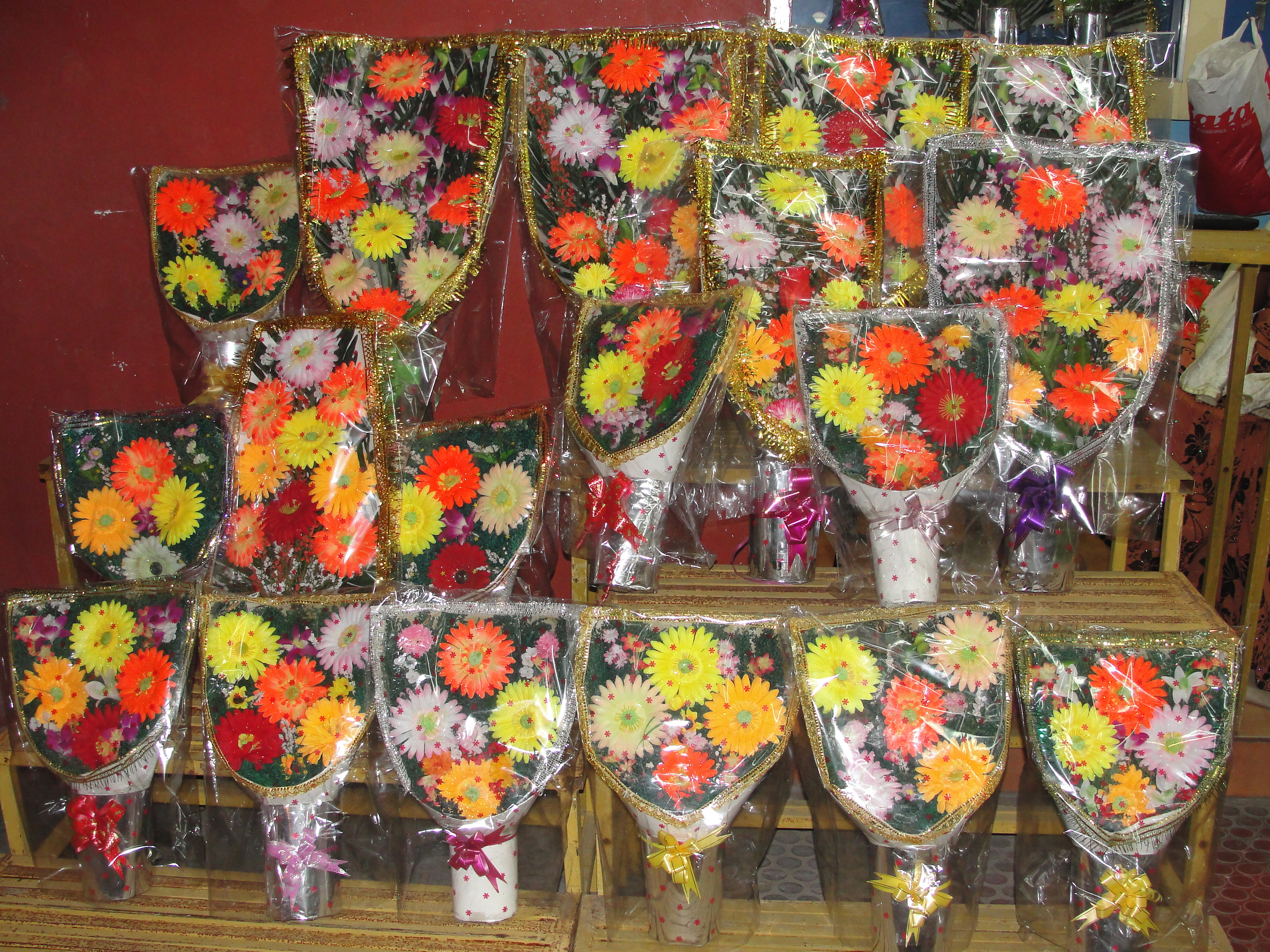
Kytice s umělými květy v prodejně.

V některých případech nemá být na pohřbu květinový dar přítele nebo známého větší dokonalejší, cennější a jinak významnější, či výraznější než květiny, nebo aranžmá, které daruje rodina. Někdy se pro takový velkolepý dar může rodina zesnulého cítit uražena. Také v případě, že se pro svou nápadnost aranžmá kytice stává centrem pozornosti může překračovat požadavky kladené na doplněk a jinak dokonalé dílo třeba i poškozuje záměry objednatele.

## Kytice podle stylu a umístění
- Jednostranná
- Prostorová
- Převisající
- Biedermaier (zcela pravidelná kulatá, někdy jen jednodruhová)

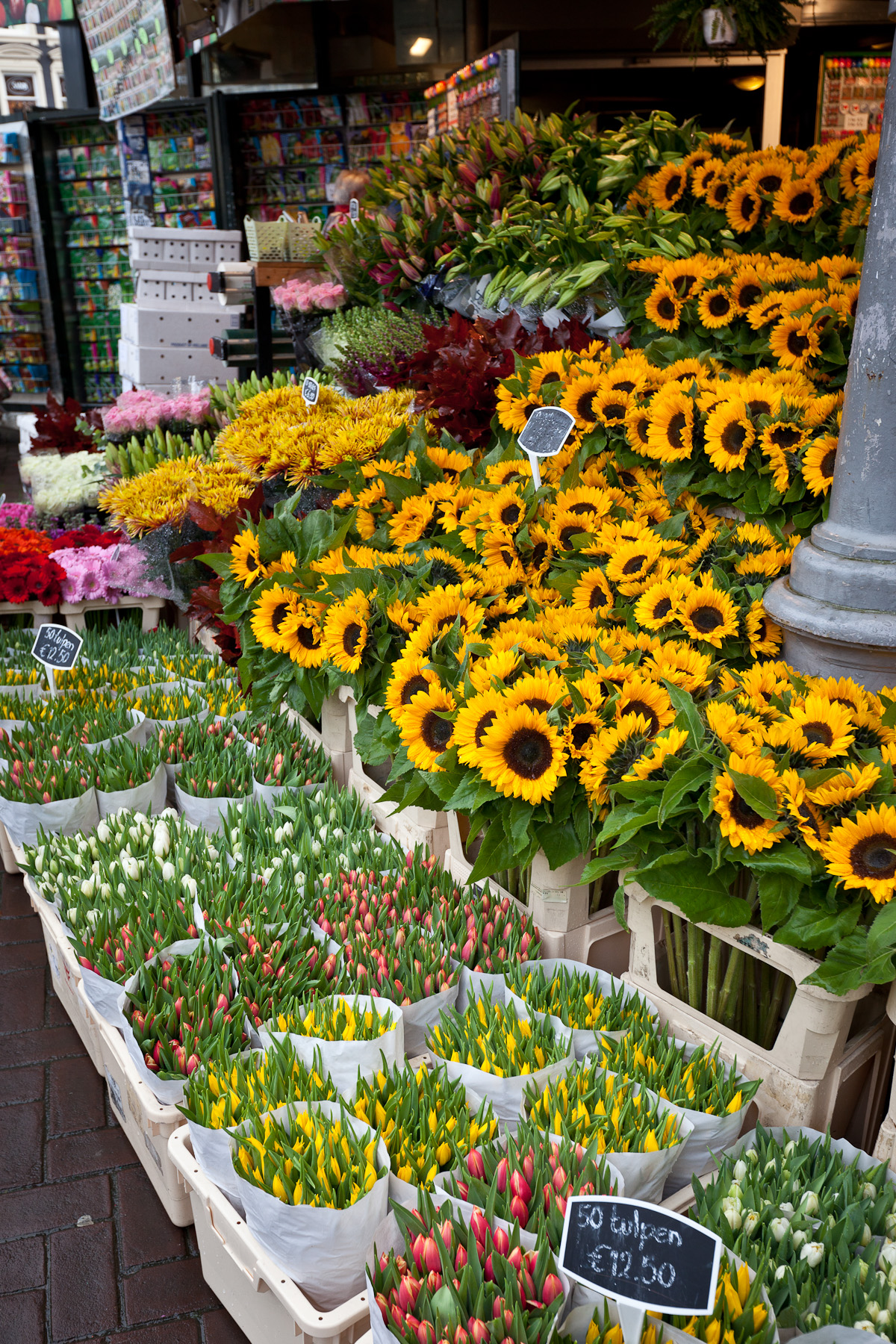
Prodejna květin, Holandsko.

- Ikebana

## Kytice podle zpracování
Kytice mohou být z technického hlediska rozděleny podle způsobu přikládání stonků. Z tohoto hodnocení se vymykají kytice lepená a vypichovaná nebo například kytice vytvářené navazováním pomocného materiálu, tak, jak je tomu u glamélií nebo navazování vatičkovaných nebo voskovaných květů.

### Kytice s linií
Je kytce u níž je volen jako způsob vytváření přikládání květů a materiálů do pravidelné spirály v jednom směru a úhlu, nebo přikládání květů a materiálů vedle sebe. Vázání kytic do spirály je základem moderních kytic připomínajících snop. Dokonalost práce s materiálem tímto způsobem je hodnocena při soutěžích v aranžování a základním předpokladem absolvování výuky v oboru. Tento způsob je použit při vytváření kytic v dekorativním stylu.

## Volně vázané kytice
Základní typ vázání kytice. Podle učebnice aranžování tento působ nedovoluje použít kombinaci s navazovanými materiály či pomocnými materiály. Kytice je podle tohoto zdroje zakončena listovou manžetou nebo jiným typem manžety. Jako ozdoba je častá stuha.

## Kytice podle příležitosti
Kompozice, tedy barvy, tvary, materiály a celkový výraz je zcela podřízen účelu. Jsou rozlišovány dárkové kytice, gratulační, smuteční, svatební kytice a kytice pro výzdobu interiéru. Specifické jsou rovněž kytice k některým svátkům jako jsou Vánoce, nebo Velikonoce, kde je specifický materiál jako například zlacené větvičky, jmelí, chvojí u vánoční kytice.

## Kytice podle formy a příležitosti
- Svatební kytice
- Kytice k výročí
- Slavnostní kytice k nespecifikované příležitosti
- Vonička
- Kytice řezaných květů
- Suchá kytice jako celoroční dekorace interiéru
- Sezónní dekorace na zeď, okno nebo dveře
- Kytice jako příležitostná dekorace na zeď (okno, dveře nebo jiný objekt)
- Příležitostný oděvní doplněk
- Vějíř z růží
- Gardénie (typ kytice)
- Kytice ke svátku zesnulých
  - Kytice ke svátku zesnulých vypichované
  - Kytice ke svátku zesnulých kladené a palmeta
  - Kytice ke svátku zesnulých skládané
- Pohřební kytice (vypichované) pro zesnulé
- Pohřební kytice (kladené) pro zesnulé
- Kytice na rakev
- Kytička jmelí
- Barborky a další kytice rychlených dřevin

## Používaný materiál
Materiál je hodnocen podle možnosti použití a ceny za nějž byl nakoupen. Z estetických hledisek pak lze hodnotit barvu, strukturu, tvar, texturu, linie, ale také kvalitu (poškození), malebnost a módnost. Aranžér používá materiál tak, aby vynikly materiály s nejvyšší estetickou a ekonomickou hodnotou.
Rostliny s velkými nároky na prostor v kytici, nebo rostliny jejichž postavení v kytice je dominantní, bývají obvykle velké cenné květy a plodenství nebo výrazná exotická zeleň: Eremurus, kala, Protea, orchideje, Gloriosa, ananas, cykas a podobné. Běžně používané rostliny s menším významem a nároky jsou například růže, gerbery, slunečnice, frézie, levné druhy orchidejí nebo tulipány. Jejich estetická hodnota a cena je určuje jako levnější materiál, který lze použít i ve větším počtu a jako doplněk cenných a drahých materiálů. U ekonomicky dostupných kytic pro použití sociálně nižšími skupinami obyvatel bývají užívány jako hlavní materiál. 
Výplňový materiál tvoří rostliny, které jsou levné a mají bohaté květenství, například alstromérie, šater, rostliny dříve řazené do taxonomické skupiny hvězdnice (Aster) a další. Do této skupiny patří také většina zeleně.
Doplňkový materiál lze dělit na přírodní (lýko, kůra, mech) a ostatní (stuhy, papír, drátky). 

### Doplňkový materiál
Mezi doplňkový materiál patří manžety, podložky, výplně a konstrukce, které viditelně nebo skrytě vytváří tvary a opěrné konstrukce kytice.
Mezi viditelné opěrné a dekorativní konstrukce patří manžety, které mohou být sériově vyráběny nebo připraveny pro daný účel aranžérem. Takové podložky, manžety a konstrukce obvykle výrazně zvyšují estetické kvality díla a osobitým vyzněním přispívají k výrazu kytice. Rozdíl mezi manžetami a podložkami tkví také v tom, že je dáno pravidlo že manžeta musí a podložka nemusí vůči středovému stonku kytice svírat úhel 90°. Toto pravidlo je třeba dodržovat při soutěžích aranžérů, je součástí hodnocení výrobku.